# Внутренняя македонская революционная организация — Демократическая партия за македонское национальное единство
ВМРО-ДПМНЕ — Внутренняя македонская революционная организация — Демократическая партия за македонское национальное единство (макед. Внатрешна Македонска Револуционерна Организација - Демократска Партија за Македонско Национално Единство) — одна из двух основных политических партий Северной Македонии. Партия националистической ориентации. Она считает себя преемницей революционной организации ВМРО, боровшейся за независимость Македонии.
Была воссоздана 17 июня 1990 года, зарегистрирована 5 августа 1990 года.

## История

### Основание и первые шаги
После смерти президента Иосипа Броза Тито в 1980 году, начался постепенный процесс дезинтеграции Югославии, и в конце 1980-х появились первые признаки партийного плюрализма в Социалистической Республике Македонии. В связи с этим активизировались македонские эмигранты. В Западной Европе в начале 1990 года группа Драгана Богдановского основала Координационный совет Демократической партии Македонского национального единства (ДПМНЕ). Богдановский был избран председателем, Панко Стаматовский из Австралии — заместителем председателя. Членами Координационного совета стали Миле Илиевский и Страхил Пеев из Швеции, Йонче Трайчевский из Австралии, Борис Петков и Данчо Бойковский из США и Стоян Ковачев из Франции.
23 января 1990 г. Драган Богдановский обратился с просьбой к югославским властям относительно регистрации партии ДПМНЕ. 6 февраля аналогичное письмо было направлено болгарскому правительству, а вскоре после того и греческому.
В апреле 1990-го Драган Богдановский, совместно с Гоце Македонским, Мануилом Яковлевским и Ставо Доневским, провёл первое заседание вновь основанной ДПМНЕ в недавно разрушившем тоталитарную стену Берлине. В скором времени Владо Транталовский привлёк в организацию перспективных политиков Любчо Георгиевского и Бориса Змейковского. На собрании в Мюнхене (31 мая — 2 июня 1990 года) они утвердили цели партии, её программу и другие технические аспекты. Судьбоносным явилось решение учредительного собрания в Скопье (17 июня 1990 года) установить преемственность новой партии от Внутренней македонской революционной организации: официальным именем партии стало ВМРО-ДПМНЕ. Председателем учредительного собрания была избрана Дияна Транталовская, секретарём — Биляна Тренталовская. Проф. Венко Вычков был избран председателем избирательной комиссии. Председателем же ВМРО-ДПМНЕ избран Любчо Георгиевский — по предложению Драгана Богдановского. Его заместителями были избраны Доста Димовская и Димитр Црномаров, а Борис Змейковский — генеральным секретарём.
Партия была официально зарегистрирована 5 августа 1990 года, как идеологическая наследница борцов за самостоятельность Македонии от Югославии и жертв политических репрессий. Её представители посетили Болгарию и уговорили президента Желева признать Республику Македонию независимой страной.
6-7 апреля 1991 года в городе Прилеп был проведён Первый Конгресс ВМРО-ДПМНЕ, под лозунгом «Самостоятельная и независимая Македония, возвращение к идее самостоятельности». Драган Богдановский был избран почётным председателем.

### Рост влияния ВМРО-ДПМНЕ
Многие международные наблюдатели рассматривали и рассматривают ВМРО-ДПМНЕ как националистическую партию. Между тем, ещё в 1995 г. ВМРО-ДПМНЕ позиционировала себя как умеренно-правую демократическую партию.
В 1998 партия пришла к власти, a в 1999 её кандидат Борис Трайковский был избран президентом Республики Македонии при поддержке албанского меньшинства.
На партийном конгрессе в Охриде (май 2003 года) Любчо Георгиевский подал в отставку с поста председателя ВМРО-ДПМНЕ и основал свою партия ВМРО-Народная партия. Новым председателем ВМРО-ДПМНЕ избран Никола Груевский.

### Участие в парламентских выборах
После парламентских выборов 1 июня 2008 года была сформирована коалиция между победившей ВМРО-ДПМНЕ и албанской партией ДУИ. Лидер ВМРО-ДПМНЕ Никола Груевский получил мандат на формирование правительства от президента Бранко Црвенковского. Новое правительство было утверждено парламентом 26 июля. На парламентских выборах 2011 года партия вместе с младшими партнёрами по коалициями получила 438 138 (38,98 %) голосов и 56 депутатских мандатов.

### Выборыпрезидента Македонии
22 марта 2009 года состоялся первый тур выборов президента Республики Македонии. Представитель партии ВМРО-ДПМНЕ Георге Иванов получил наибольшее число голосов — 343 374 (33,95 %). 5 апреля во втором туре Иванов получил 453 426 (63,14 %) голосов, уверенно победив своего главного соперника, социал-демократа Любомира Фрчкоского.
На выборах 2014 года Георге Иванов был переизбран президентом, получив во втором туре 55 % голосов.

### Штурм парламента
29 апреля 2017 г. активисты ВМРО-ДПМНЕ взяли штурмом здание парламента. Они протестовали против избрания спикером Талата Джафери (этнического албанца), чье избрание было проведено с нарушением конституционных процедур.